# Campionati italiani di duathlon sprint del 2023
I Campionati italiani di duathlon sprint del 2023 (edizione XVI) sono stati organizzati da Imola Triathlon con la Federazione Italiana Triathlon e si sono tenuti a Imola il 1º aprile 2023.
Tra gli uomini ha vinto Samuele Angelini (Fiamme Oro), mentre la gara femminile è andata a Ilaria Zane (Overcome ASD).

## Risultati

### Elite uomini
| Pos. | Atleta                     | Società sportiva      | Corsa   | Bici    | Corsa   | Totale  |
| ---- | -------------------------- | --------------------- | ------- | ------- | ------- | ------- |
|      | Samuele Angelini           | Fiamme Oro            | 0.15.15 | 0.28.05 | 0.08.24 | 0.52.33 |
|      | Michele Sarzilla           | DDS                   | 0.15.15 | 0.28.04 | 0.08.27 | 0.52.36 |
|      | Franco Pesavento           | Granbike Triathlon    | 0.15.16 | 0.28.04 | 0.08.26 | 0.52.37 |
| 4    | Luca Bruni                 | K3 Cremona            | 0.15.24 | 0.27.47 | 0.08.34 | 0.52.41 |
| 5    | Michele Bonacina           | Valdigne Triathlon    | 0.15.36 | 0.27.45 | 0.08.34 | 0.52.45 |
| 6    | Riccardo Martellato        | G.p. Triathlon        | 0.15.11 | 0.28.11 | 0.08.28 | 0.52.47 |
| 7    | Pietro Giovannini          | Raschiani Triathlon   | 0.15.28 | 0.27.49 | 0.08.48 | 0.52.56 |
| 8    | Lorenzo Pelliciardi        | Raschiani Triathlon   | 0.15.29 | 0.27.48 | 0.08.46 | 0.52.58 |
| 9    | Lorenzo D'altri            | Raschiani Triathlon   | 0.15.15 | 0.28.04 | 0.08.44 | 0.52.59 |
| 10   | Michele Bortolamedi        | K3 Cremona            | 0.15.16 | 0.28.04 | 0.08.56 | 0.53.09 |
| 11   | Davide Menichelli          | Doria Nuoto Loano     | 0.15.29 | 0.27.52 | 0.09.05 | 0.53.17 |
| 12   | Miguel Larramona Espuna    | CUS Pro Patria Milano | 0.15.16 | 0.28.06 | 0.09.11 | 0.53.29 |
| 13   | Nicolo' Astori             | Raschiani Triathlon   | 0.15.28 | 0.28.09 | 0.09.35 | 0.54.09 |
| 14   | Marco Corti                | Zerotrenta Triathlon  | 0.16.22 | 0.28.27 | 0.08.40 | 0.54.25 |
| 15   | Carlo Matteo Perri         | Minerva Roma          | 0.15.43 | 0.29.07 | 0.08.39 | 0.54.26 |
| 15   | Guglielmo Giuliano         | Valdigne Triathlon    | 0.15.48 | 0.29.04 | 0.08.44 | 0.54.26 |
| 17   | Davide Ingrilli'           | 707                   | 0.16.02 | 0.28.47 | 0.08.46 | 0.54.30 |
| 18   | Francesco Thomas Previtali | Raschiani Triathlon   | 0.15.43 | 0.29.11 | 0.08.42 | 0.54.35 |
| 19   | Riccardo Ridolfi           | T.d. Rimini           | 0.16.09 | 0.28.36 | 0.08.53 | 0.54.36 |
| 20   | Mattia Zontini             | Raschiani Triathlon   | 0.16.15 | 0.28.29 | 0.08.51 | 0.54.37 |

### Elite donne
| Pos. | Atleta                | Società sportiva      | Corsa   | Bici    | Corsa   | Totale  |
| ---- | --------------------- | --------------------- | ------- | ------- | ------- | ------- |
|      | Ilaria Zane           | Overcome Asd          | 0.17.15 | 0.33.15 | 0.09.38 | 1.01.03 |
|      | Asia Mercatelli       | 707                   | 0.17.16 | 0.33.15 | 0.09.35 | 1.01.04 |
|      | Federica Frigerio     | Venus Triathlon       | 0.17.16 | 0.33.18 | 0.09.32 | 1.01.05 |
| 4    | Alice Bagarello       | Run Ran Run T         | 0.17.46 | 0.32.46 | 0.09.38 | 1.01.07 |
| 5    | Chiara Lobba          | K3 Cremona            | 0.17.52 | 0.32.38 | 0.09.44 | 1.01.10 |
| 6    | Viola Paoletti        | CUS Pro Patria Milano | 0.17.49 | 0.32.41 | 0.09.49 | 1.01.15 |
| 7    | Nicoletta Santonocito | Magma Team            | 0.17.53 | 0.32.40 | 0.09.45 | 1.01.18 |
| 8    | Alessia Orla          | K3 Cremona            | 0.18.02 | 0.32.28 | 0.09.57 | 1.01.20 |
| 9    | Noemi Bogiatto        | Cuneo1198 Triteam     | 0.17.46 | 0.32.45 | 0.10.02 | 1.01.28 |
| 10   | Chiara Ingletto       | Firenze Tri           | 0.18.01 | 0.32.28 | 0.10.04 | 1.01.29 |
| 11   | Eva Serena            | DDS                   | 0.18.02 | 0.32.28 | 0.10.01 | 1.01.37 |
| 12   | Marta Bernardi        | Tri Evolution         | 0.17.23 | 0.33.07 | 0.10.31 | 1.02.05 |
| 12   | Francesca Crestani    | Valdigne Triathlon    | 0.18.01 | 0.32.29 | 0.10.38 | 1.02.05 |
| 14   | Sara Savoia           | Raschiani Triathlon   | 0.18.20 | 0.33.39 | 0.10.03 | 1.03.03 |
| 15   | Eleonora Demarchi     | Cuneo1198 Triteam     | 0.18.13 | 0.33.43 | 0.10.11 | 1.03.04 |
| 16   | Margherita Voliani    | Livorno Triathlon     | 0.17.47 | 0.34.01 | 0.10.20 | 1.03.08 |
| 17   | Marta Menditto        | Sai Frecce Bianche    | 0.18.30 | 0.33.22 | 0.10.22 | 1.03.16 |
| 18   | Silvia Visaggi        | Valdigne Triathlon    | 0.18.48 | 0.33.11 | 0.10.31 | 1.03.18 |
| 19   | Sandra Mairhofer      | Granbike Triathlon    | 0.18.30 | 0.33.20 | 0.10.21 | 1.03.20 |
| 20   | Elisa Marcon          | CUS Pro Patria Milano | 0.18.40 | 0.33.18 | 0.10.43 | 1.03.40 |